# Camp Boiro
Camp Boiro o Camp Mamadou Boiro è stato dal 1960 al 1984 un campo di concentramento della Guinea, situato nella stessa capitale Conakry.
Durante il regime del presidente Ahmed Sékou Touré, migliaia di oppositori politici o presunti tali furono detenuti nel campo. Si stima che quasi 5 000 persone siano state uccise o siano morte nel campo come conseguenza delle torture o della fame. Tuttavia, secondo altre stime, il numero delle vittime sarebbe molto più alto: 50 000.

## I primi anni

Ahmed Sékou Touré

Sékou Touré divenne presidente della Guinea quando il Paese ottenne l'indipendenza dalla Francia nel 1958. Negli anni seguenti, il suo regime ricorse sempre più alla repressione, perseguitando i capi dell'opposizione e i dissidenti rispetto al Partito Democratico di Guinea che era al potere.
Il campo, situato nel centro di Conakry, in origine era chiamato Camp Camyenne. Ospitava la Guardia Repubblicana nel periodo coloniale.
Il settore dei prigionieri politici fu costruito con l'assistenza del governo cecoslovacco. Nel 1961 il comandante fece ridurre le dimensioni delle finestre, perché le riteneva troppo grandi per un condannato.
Nel 1969 il campo fu ribattezzato Camp Mamadou Boiro in onore di un funzionario di polizia che era stato gettato giù da un elicottero mentre trasportava prigionieri da Labé a Conakry.
Il campo serviva per detenere gli oppositori di Touré.
Achkar Marof, attore e già ambasciatore di Guinea presso le Nazioni Unite, fu richiamato in patria nel 1968, arrestato e incarcerato a Camp Boiro.
Riottenne per breve tempo la libertà durante il fallito colpo di Stato del 1970. La sua famiglia seppe solo nel 1985 che era stato ucciso con un'arma da fuoco il 26 gennaio 1971.
Il cosiddetto complotto di Labé, legato all'imperialismo francese, fu scoperto nel febbraio del 1969. 
Touré sfruttò questo complotto per effettuare purghe nell'esercito e uccidere almeno 13 persone.
In tutto 87 persone furono arrestate e internate nel campo. Due, Mouctar Diallo e Namory Keïta, morirono di fame e di sete solo qualche giorno dopo il loro arresto.
Fodéba Keïta, già ministro della Difesa, fu arrestato per presunta complicità nel complotto di Labé. Il 27 maggio 1969 fu ucciso con un'arma da fuoco dopo essere stato ridotto alla fame.

## Dopo il fallito colpo di Stato del 1970
Il 21 novembre 1970, l'esercito portoghese di stanza nella vicina Guinea portoghese, coadiuvato da oppositori guineani, mise in atto l'Operazione Mare Verde, un raid anfibio contro Conakry che aveva diversi obiettivi politici e militari, fra cui la liberazione dei prigionieri di guerra portoghesi e un tentativo di rovesciare il regime di Touré. Riuscirono a conquistare Camp Boiro e a liberarne i prigionieri. Il comandante del campo Siaka Touré riuscì a nascondersi, ma fu catturato il generale Lansana Diané, ministro della Difesa, che successivamente riuscì ad evadere e trovò rifugio all'ambasciata algerina.
Il colpo di Stato fallì e immediatamente molti oppositori del regime furono radunati e internati a Camp Boiro. Il 23 dicembre 1970 l'arcivescovo di Conakry, Raymond-Marie Tchidimbo, fu arrestato e gli fu estorta una "confessione".
Tchidimbo scrisse un libro sulla sua detenzione a Camp Boiro durata 8 anni e 8 mesi. Alassane Diop, di origine senegalese, ex ministro dell'Informazione della Guinea, fu arrestato e internato a Camp Boiro per dieci anni e quando fu rilasciato fece ritorno in Senegal.

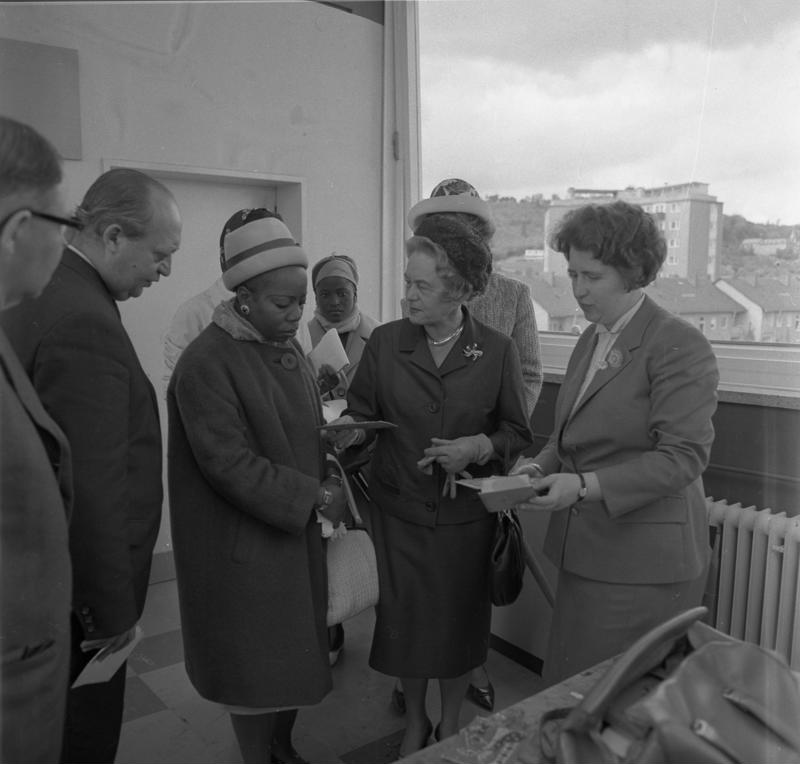
Loffo Camara, una delle vittime, in Germania Ovest, 1962

Ai prigionieri non veniva dato altro cibo che un tozzo di pane della dimensione di una scatola di fiammiferi alla mattina e un mestolo di riso non condito bollito nell'acqua sporca alla sera. Non c'era mai carne, tranne nei giorni in cui Touré offriva un sacrificio. A partire dal gennaio del 1971 i prigionieri furono interrogati da un comitato rivoluzionario guidato da Ismaël Touré, fratellastro di Sékou Touré e ministro dell'Economia.
Alcuni prigionieri erano costretti alla "dieta nera", cioè semplicemente senza acqua né cibo fino alla morte. I prigionieri potevano mostrare il loro coraggio solo rifiutandosi di confessare durante le torture ed evitando di supplicare per il cibo quando erano condannati alla "dieta nera".
Loffo Camara, ex ministro per gli Affari Sociali, fu impiccata il 25 gennaio 1971, fu l'unica donna uccisa in quel periodo. Secondo El Hadj Ibrahima Diane, internato per molti anni, dal giugno del 1972 fino all'agosto del 1973 almeno quattro cadaveri ogni giorno erano trasportati dalle celle alle fosse comuni che erano nel cortile posteriore del campo.
Nel 1975, la Francia acconsentì a riallacciare relazioni diplomatiche con la Guinea dopo che i prigionieri francesi erano stati rilasciati. Questa mossa ridusse la pressione su Touré. Del libro Prison D'Afrique di Jean-Paul Alata, un sopravvissuto al campo, fu proibita la pubblicazione in Francia e dovette essere stampato in Belgio.
Altre detenzioni seguirono negli anni.
Diallo Telli era un politico che godeva di popolarità, leale al regime, ex segretario generale dell'Organizzazione dell'unità africana.

Tornò in Guinea nel 1972 e fu nominato ministro della Giustizia.
Il 18 luglio 1976, Diallo Telli fu arrestato nella sua abitazione e internato a Camp Boiro.
Nel febbraio del 1977 cinque prigionieri eccellenti furono eliminati con la dieta nera: Diallo Telli, gli ex ministri Barry Alpha Oumar e Dramé Alioune e gli ufficiali Diallo Alhassana e Kouyate Laminé. Nel mese successivo altre cinque persone morirono di fame.
Gli arresti e le morti continuarono. Nell'agosto del 1979 Bah Mamadou, un esule che da Labé era emigrato in Francia, tornò per visitare la famiglia. All'ingresso in Guinea alla frontiera con il Senegal, tutti i passeggeri del veicolo furono arrestati e internati a Camp Boiro. Otto passeggeri - tutti tranne lo stesso Bah Mahmoud - morirono di dieta nera in un mese.
Nel settembre del 1983 il governo annunciò che era stato sventato un attentato contro la riunione dell'Organizzazione dell'unità africana in programma a Conakry per l'anno dopo. 81 persone furono internate a Camp Boiro.

## Memoria
Dopo la morte di Sékou Touré nel 1984, i militari presero il potere e liberarono molti dei prigionieri politici di Camp Boiro. Molti capi del passato regime furono incarcerati e giustiziati.
Negli anni successivi, l'Associazione delle Vittime di Camp Boiro lottò per molti anni per preservare la memoria di quanto accaduto. Il 27 agosto 1991 il consiglio dei ministri emise un comunicato che annunciava il restauro del campo e la costruzione di un memoriale per tutte le vittime, ma non fu fatto niente di quanto annunciato.
All'Associazione fu proibito di allestire un museo all'interno del campo.
In un'intervista del 2007 Bobo Dieng, che era stato una figura di spicco nel governo di Touré, dichiarò che c'erano stati solo 117 morti al campo di concentramento.
Solo nel 2009 il presidente ad interim Moussa Dadis Camara incontrò i membri dell'Associazione. In quell'anno fu iniziata la demolizione del campo, ma non fu eretto nessun memoriale.
Ancora nel 2010, non c'era mai stata nessuna commissione di indagine e tutti i documenti su Camp Boiro erano inaccessibili o erano stati distrutti.

## Film
- La danse avec l'aveugle, 1978
- Allah Tantou (God's Will), 1991